# Karol IV Hiszpański
Karol IV (ur. 11 listopada 1748 w Portici, zm. 20 stycznia 1819 w Rzymie) – król Hiszpanii w latach 1788–1808 z dynastii Burbonów.
Syn króla Hiszpanii, Neapolu i Sycylii Karola III i Marii Amalii, córki elektora saskiego i króla Polski Augusta III Sasa oraz Marii Józefy Habsburżanki (córki cesarza Świętego Cesarstwa Rzymskiego Narodu Niemieckiego, króla Czech i Węgier Józefa I Habsburga).

## Król Hiszpanii

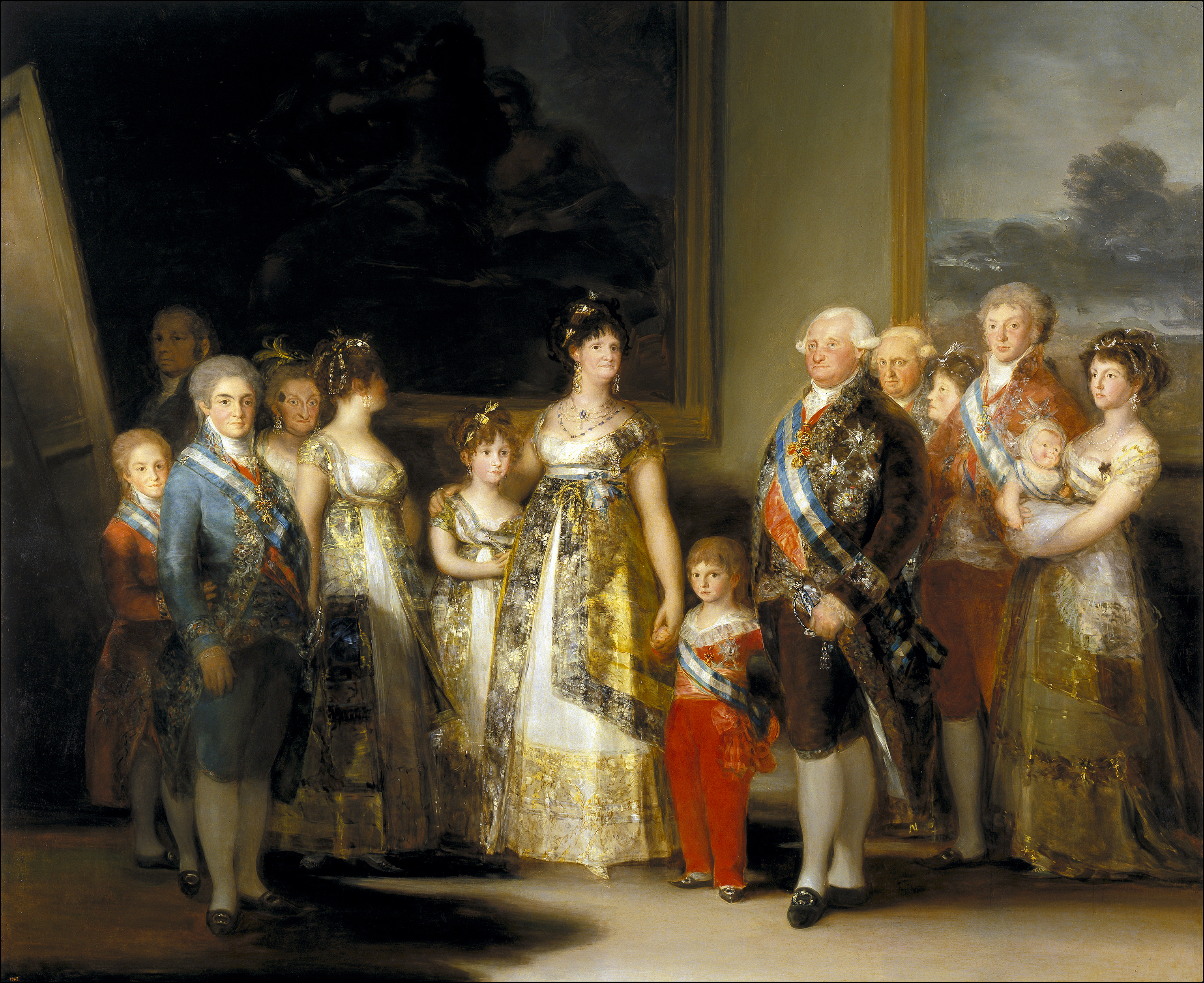
Rodzina Karola IV, obraz pędzla Francisco Goi

Karol był królem Hiszpanii od 14 grudnia 1788 do abdykacji 19 marca 1808. Kiedy został królem, sprawy państwowe zostawił swojej żonie – Marii Luizie Parmeńskiej i jej kochankowi Manuelowi Godoyowi. Godoya darzył ogromną przyjaźnią do końca życia. Jedyną poważną inicjatywą Karola było zwrócenie się do Inkwizycji o pomoc w rozprawieniu się z partią reformatorską, która chciała doprowadzić do liberalizacji w Hiszpanii po wybuchu rewolucji we Francji. W innych sprawach Karol zachowywał się biernie, zgadzał się na wszystko, a jego ulubionym zajęciem było polowanie. Głęboko wierzył w boskość i świętość swojej osoby. Uważał, że bardzo ważne jest, aby wszyscy mieli go za potężnego władcę, mimo że de facto Francja traktowała Hiszpanię jako państwo podległe, a krajem tak naprawdę rządziła królowa i jej kochanek. Sytuacja ta odbijała się chociażby w polityce zagranicznej Hiszpanii – jako sojuszniczka Francji uczestniczyła w blokadzie kontynentalnej Anglii, ale z sojuszu wycofała się po bitwie pod Trafalgarem. Kiedy Napoleon Bonaparte pokonał Prusy w 1807, Godoy powrócił do przymierza z Francją, ale Francja już nie traktowała Hiszpanii poważnie. Karol nie miał wpływu na żadną z tych decyzji, a Godoy stał się bardzo niepopularny wśród Hiszpanów.
W 1803 Karol przebył ospę, zaraził nią swoją córkę – Marię Ludwikę. Wysłał potem nadwornego lekarza, Francisca Javiera de Balmis, do kolonii w Nowym Świecie, żeby tam szczepił ludność przeciwko ospie na koszt państwa.

## Abdykacja
Kiedy Karolowi powiedziano, że jego syn Ferdynand spiskuje z Napoleonem przeciwko Godoyowi, stanął po stronie faworyta. Kiedy w Aranjuez w 1808 wybuchł bunt, Karol abdykował 19 marca, żeby chronić Godoya, który stał się więźniem. Tron przejął natychmiast Ferdynand, ale został obalony przez Napoleona, który w tym czasie miał w Hiszpanii 100 tysięcy żołnierzy. Karol schronił się we Francji, gdzie stał się więźniem cesarza. Na tronie Hiszpanii zasiadł brat Napoleona Józef Bonaparte. Karol zaakceptował pensję, którą łaskawie dał mu cesarz, i spędził resztę życia razem z żoną i ministrem Godoyem. Zmarł w Rzymie, 20 stycznia 1819, już po obaleniu Bonapartego.

## Genealogia
| Filip V ur. 19 XII 1683 zm. 9 VII 1746 | Filip V ur. 19 XII 1683 zm. 9 VII 1746 |                                         |                                         | Elżbieta Farnese ur. 25 X 1692 zm. 11 VII 1766 | Elżbieta Farnese ur. 25 X 1692 zm. 11 VII 1766 |  |  | August III Sas ur. 17 X 1696 zm. 5 X 1763 | August III Sas ur. 17 X 1696 zm. 5 X 1763 |                                                   |                                                   | Maria Józefa ur. 8 XII 1699 zm. 17 XI 1757 | Maria Józefa ur. 8 XII 1699 zm. 17 XI 1757 |
|                                        |                                        |                                         |                                         |                                                |                                                |  |  |                                           |                                           |                                                   |                                                   |                                            |                                            |
|                                        |                                        |                                         |                                         |                                                |                                                |  |  |                                           |                                           |                                                   |                                                   |                                            |                                            |
|                                        |                                        | Karol III ur. 20 I 1716 zm. 14 XII 1788 | Karol III ur. 20 I 1716 zm. 14 XII 1788 |                                                |                                                |  |  |                                           |                                           | Maria Amalia Wettyn ur. 24 XI 1724 zm. 27 IX 1760 | Maria Amalia Wettyn ur. 24 XI 1724 zm. 27 IX 1760 |                                            |                                            |
|                                        |                                        |                                         |                                         |                                                |                                                |  |  |                                           |                                           |                                                   |                                                   |                                            |                                            |
|                                        |                                        |                                         |                                         |                                                |                                                |  |  |                                           |                                           |                                                   |                                                   |                                            |                                            |
|                                        |                                        |                                         |                                         |                                                |                                                |  |  |                                           |                                           |                                                   |                                                   |                                            |                                            |

|                                               |                                               | Maria Luiza Parmeńska 1) ur. 9 XII 1751 zm. 2 I 1819 OO 4 IX 1765 | Maria Luiza Parmeńska 1) ur. 9 XII 1751 zm. 2 I 1819 OO 4 IX 1765 | Karol IV Burbon ur. 11 XI 1748 zm. 20 I 1819 | Karol IV Burbon ur. 11 XI 1748 zm. 20 I 1819 |                                             |                                             |                                                    |                                                    |
|                                               |                                               |                                                                   |                                                                   |                                              |                                              |                                             |                                             |                                                    |                                                    |
|                                               |                                               |                                                                   |                                                                   |                                              |                                              |                                             |                                             |                                                    |                                                    |
|                                               |                                               |                                                                   |                                                                   |                                              |                                              |                                             |                                             |                                                    |                                                    |
| Karol ur. 19 IX 1771 zm. 7 III 1774           | Karol ur. 19 IX 1771 zm. 7 III 1774           | Charlotta Joachima2) ur. 25 IV 1775 zm. 7 I 1830                  | Charlotta Joachima2) ur. 25 IV 1775 zm. 7 I 1830                  | Maria Ludwika ur. 11 IX 1777 zm. 2 VII 1782  | Maria Ludwika ur. 11 IX 1777 zm. 2 VII 1782  | Maria Amalia ur. 9 I 1779 zm. 22 VII 1798   | Maria Amalia ur. 9 I 1779 zm. 22 VII 1798   | Karol ur. 5 III 1780 zm. 11 VI 1783                | Karol ur. 5 III 1780 zm. 11 VI 1783                |
|                                               |                                               |                                                                   |                                                                   |                                              |                                              |                                             |                                             |                                                    |                                                    |
| Maria Ludwika ur. 6 VII 1782 zm. 13 III 1824  | Maria Ludwika ur. 6 VII 1782 zm. 13 III 1824  | Karol ur. 5 IX 1783 zm. 11 XI 1784                                | Karol ur. 5 IX 1783 zm. 11 XI 1784                                | Filip ur. 5 IX 1783 zm. 18 X 1784            | Filip ur. 5 IX 1783 zm. 18 X 1784            | Ferdynand VII ur. 13 X 1784 zm. 29 IX 1833  | Ferdynand VII ur. 13 X 1784 zm. 29 IX 1833  | Karol Maria Izydor ur. 29 III 1788 zm. 10 III 1855 | Karol Maria Izydor ur. 29 III 1788 zm. 10 III 1855 |
|                                               |                                               |                                                                   |                                                                   |                                              |                                              |                                             |                                             |                                                    |                                                    |
| Maria Izabela3) ur. 6 VII 1789 zm. 13 IX 1848 | Maria Izabela3) ur. 6 VII 1789 zm. 13 IX 1848 | Maria Teresa ur. 16 II 1791 zm. 2 XI 1794                         | Maria Teresa ur. 16 II 1791 zm. 2 XI 1794                         | Filip ur. 28 III 1792 zm. 1 III 1794         | Filip ur. 28 III 1792 zm. 1 III 1794         | Franciszek ur. 10 III 1794 zm. 13 VIII 1865 | Franciszek ur. 10 III 1794 zm. 13 VIII 1865 |                                                    |                                                    |

1. córka Filipa (syna Filipa V Hiszpańskiego) i Ludwiki Elżbiety (córki Ludwika XV)
2. żona Jana VI Braganzy
3. druga żona Franciszka I, króla Obojga Sycylii